# تیکانوو
تیکانوو (به لاتین: Tykanovo) یک منطقهٔ مسکونی در روسیه است که در باشقیرستان واقع شده‌است.